# Slovenija na Pesmi Evrovizije
Slovenija je na Pesmi Evrovizije kot samostojna država prvič nastopila leta 1993 in od takrat se je tekmovanja udeležila vsako leto, razen v letih 1994 in 2000, ko je morala zaradi slabih rezultatov v predhodnih letih sodelovanje izpustiti. Slovenija do sedaj še ni zmagala, najboljša uvrstitev pa je bilo 7. mesto (pesem Darje Švajger »Prisluhni mi« leta 1995 in pesem Nuše Derenda »Energy« leta 2001). Darja Švajger in Omar Naber sta edina izvajalca, ki sta se festivala udeležila dvakrat. Odkar so bili leta 2004 na Pesmi Evrovizije uvedeni polfinalni večeri, se je Sloveniji v finalni večer uspelo prebiti osemkrat: leta 2007 z Alenko Gotar (»Cvet z juga«), 2011 z Majo Keuc (»No One«), 2014 s Tinkaro Kovač (»Round and Round«), 2015 z Maraayo (»Here for You«), 2018 z Leo Sirk (»Hvala, ne!«), 2019 z Zalo Kralj in Gašperjem Šantlom (»Sebi«), 2023 z Joker Out (»Carpe Diem«) in 2024 z Raiven (»Veronika«).
Izbor za slovensko pesem Evrovizije organizira Radiotelevizija Slovenija z oddajo EMA. Leta 2013, 2021, 2023 in 2024 sta bila izvajalec in pesem izbrana interno.

## Slovenski udeleženci na Pesmi Evrovizije
Legenda
     1. mesto
     2. mesto
     3. mesto
     Zadnje mesto
| Leto | Slika        | Izvajalec                         | Skladba                          | Jezik                   | Finale             | Točke              | Polfinale          | Točke              |
| ---- | ------------ | --------------------------------- | -------------------------------- | ----------------------- | ------------------ | ------------------ | ------------------ | ------------------ |
| 1993 |              | 1X Band                           | »Tih deževen dan«                | slovenščina             | 22.                | 9                  | 1.                 | 54                 |
| 1994 | Brez nastopa | Brez nastopa                      | Brez nastopa                     | Brez nastopa            | Brez nastopa       | Brez nastopa       | Ni bilo polfinalov | Ni bilo polfinalov |
| 1995 |              | Darja Švajger                     | »Prisluhni mi«                   | slovenščina             | 7.                 | 84                 | Ni bilo polfinalov | Ni bilo polfinalov |
| 1996 |              | Regina                            | »Dan najlepših sanj«             | slovenščina             | 21.                | 16                 | 19.                | 30                 |
| 1997 |              | Tanja Ribič                       | »Zbudi se«                       | slovenščina             | 10.                | 60                 | Ni bilo polfinalov | Ni bilo polfinalov |
| 1998 |              | Vili Resnik                       | »Naj bogovi slišijo«             | slovenščina             | 18.                | 17                 | Ni bilo polfinalov | Ni bilo polfinalov |
| 1999 |              | Darja Švajger                     | »For a Thousand Years«           | angleščina              | 11.                | 50                 | Ni bilo polfinalov | Ni bilo polfinalov |
| 2000 | Brez nastopa | Brez nastopa                      | Brez nastopa                     | Brez nastopa            | Brez nastopa       | Brez nastopa       | Ni bilo polfinalov | Ni bilo polfinalov |
| 2001 |              | Nuša Derenda                      | »Energy«                         | angleščina              | 7.                 | 70                 | Ni bilo polfinalov | Ni bilo polfinalov |
| 2002 |              | Sestre                            | »Samo ljubezen«                  | slovenščina             | 13.                | 33                 | Ni bilo polfinalov | Ni bilo polfinalov |
| 2003 |              | Karmen Stavec                     | »Nanana«                         | angleščina              | 23.                | 7                  | Ni bilo polfinalov | Ni bilo polfinalov |
| 2004 |              | Platin                            | »Stay Forever«                   | angleščina              | Brez finala        | Brez finala        | 21.                | 5                  |
| 2005 |              | Omar Naber                        | »Stop«                           | slovenščina             | Brez finala        | Brez finala        | 12.                | 69                 |
| 2006 |              | Anžej Dežan                       | »Mr Nobody«                      | angleščina              | Brez finala        | Brez finala        | 16.                | 49                 |
| 2007 |              | Alenka Gotar                      | »Cvet z juga«                    | slovenščina             | 15.                | 66                 | 7.                 | 140                |
| 2008 |              | Rebeka Dremelj                    | »Vrag naj vzame«                 | slovenščina             | Brez finala        | Brez finala        | 11.                | 36                 |
| 2009 |              | Quartissimo in Martina Majerle    | »Love Symphony«                  | angleščina, slovenščina | Brez finala        | Brez finala        | 16.                | 14                 |
| 2010 |              | Ansambel Roka Žlindre in Kalamari | »Narodnozabavni rock«            | slovenščina             | Brez finala        | Brez finala        | 16.                | 6                  |
| 2011 |              | Maja Keuc                         | »No One«                         | angleščina              | 13.                | 96                 | 3.                 | 112                |
| 2012 |              | Eva Boto                          | »Verjamem«                       | slovenščina             | Brez finala        | Brez finala        | 17.                | 31                 |
| 2013 |              | Hannah Mancini                    | »Straight into Love«             | angleščina              | Brez finala        | Brez finala        | 16.                | 8                  |
| 2014 |              | Tinkara Kovač                     | »Round and Round«                | angleščina, slovenščina | 25.                | 9                  | 10.                | 52                 |
| 2015 |              | Maraaya                           | »Here for You«                   | angleščina              | 14.                | 39                 | 5.                 | 92                 |
| 2016 |              | ManuElla                          | »Blue and Red«                   | angleščina              | Brez finala        | Brez finala        | 14.                | 57                 |
| 2017 |              | Omar Naber                        | »On My Way«                      | angleščina              | Brez finala        | Brez finala        | 17.                | 36                 |
| 2018 |              | Lea Sirk                          | »Hvala, ne!«                     | slovenščina             | 22.                | 64                 | 8.                 | 132                |
| 2019 |              | Zala Kralj & Gašper Šantl         | »Sebi«                           | slovenščina             | 15.                | 105                | 6.                 | 167                |
| 2020 |              | Ana Soklič                        | »Voda«                           | slovenščina             | Festival odpovedan | Festival odpovedan | Festival odpovedan | Festival odpovedan |
| 2021 |              | Ana Soklič                        | »Amen«                           | angleščina              | Brez finala        | Brez finala        | 13.                | 44                 |
| 2022 |              | LPS                               | »Disko«                          | slovenščina             | Brez finala        | Brez finala        | 17.                | 15                 |
| 2023 |              | Joker Out                         | »Carpe Diem«                     | slovenščina             | 21.                | 78                 | 5.                 | 103                |
| 2024 |              | Raiven                            | »Veronika«                       | slovenščina             | 23.                | 27                 | 9.                 | 51                 |
| 2025 |              | Klemen                            | »How Much Time Do We Have Left?« | angleščina              | Brez finala        | Brez finala        | 13.                | 23                 |

### Avtorske ekipe
| Leto | Pesem                            | Avtorji glasbe, besedila in aranžmaja                                                                          |
| ---- | -------------------------------- | --- |
| 1993 | »Tih deževen dan«                | Cole Moretti (g), Tomaž Kosec (b), Jože Privšek (a)                                                            |
| 1995 | »Prisluhni mi«                   | Primož Peterca (gb), Sašo Fajon (g), Jože Privšek (a)                                                          |
| 1996 | »Dan najlepših sanj«             | Aleksander Kogoj (gb), Jože Privšek (a)                                                                        |
| 1997 | »Zbudi se«                       | Saša Lošić (g), Zoran Predin (b), Mojmir Sepe (a)                                                              |
| 1998 | »Naj bogovi slišijo«             | Matjaž Vlašič (g), Urša Vlašič (b), Mojmir Sepe (a)                                                            |
| 1999 | »For a Thousand Years«           | Primož Peterca (gb), Sašo Fajon (a)                                                                            |
| 2001 | »Energy«                         | Matjaž Vlašič (ga), Urša Vlašič (b), Lucienne Lončina (b), Boštjan Grabnar (a)                                 |
| 2002 | »Samo ljubezen«                  | Robert Pešut (ga), Barbara Pešut (b)                                                                           |
| 2003 | »Nanana«                         | Martin Štibernik (ga), Karmen Stavec (b)                                                                       |
| 2004 | »Stay Forever«                   | Simon Gomilšek (ga), Diana Lečnik (b)                                                                          |
| 2005 | »Stop«                           | Omar Naber (ga), Urša Vlašič (b)                                                                               |
| 2006 | »Mr Nobody«                      | Matjaž Vlašič (ga), Urša Vlašič (b), Boštjan Grabnar (a)                                                       |
| 2007 | »Cvet z juga«                    | Andrej Babić (gb), Aleksandar Valenčić (a)                                                                     |
| 2008 | »Vrag naj vzame«                 | Josip Miani - Pipi (ga), Amon (b)                                                                              |
| 2009 | »Love Symphony«                  | Andrej Babić (gb), Saša Lendero (b), Aleksandar Valenčić (a)                                                   |
| 2010 | »Narodnozabavni rock«            | Marino Legovič (ga), Leon Oblak (b)                                                                            |
| 2011 | »No One«                         | Matjaž Vlašič (ga), Urša Vlašič (b), Boštjan Grabnar (a)                                                       |
| 2012 | »Verjamem«                       | Vladimir Graić (ga), Hari Mata Hari (g), Igor Pirkovič (b)                                                     |
| 2013 | »Straight into Love«             | Hannah Mancini (gb), Gregor Zemljič (g), Erik Margan (g), Matija Rodić (g), Marko Primuzak (b)                 |
| 2014 | »Round and Round«                | Raay (ga), Tinkara Kovač (b), Hannah Mancini (b), Tina Piš (b)                                                 |
| 2015 | »Here for You«                   | Raay (gba), Marjetka Vovk (g), Charlie Mason (b), Art Hunter (a), Tomass Snare (a)                             |
| 2016 | »Blue and Red«                   | Manuella Brečko (g), Marjan Hvala (ga), Leon Oblak (b)                                                         |
| 2017 | »On My Way«                      | Omar Naber (gb), Žiga Pirnat (a)                                                                               |
| 2018 | »Hvala, ne!«                     | Lea Sirk (gba), Tomy DeClerque (ga)                                                                            |
| 2019 | »Sebi«                           | Zala Kralj (gba), Gašper Šantl (gba)                                                                           |
| 2021 | »Amen«                           | Ana Soklič (gb), Žiga Pirnat (gb), Bojan Simončič (g), Charlie Mason (b)                                       |
| 2022 | »Disko«                          | Filip Vidušin (gb), Žiga Žvižej (gb), Gašper Hlupič (gb), Mark Semeja (gb), Zala Velenšek (gb)                 |
| 2023 | »Carpe Diem«                     | Bojan Cvjetićanin (gb), Kris Guštin (g), Jan Peteh (g), Jure Maček (g), Nace Jordan (g)                        |
| 2024 | »Veronika«                       | Bojan Cvjetićanin (gb), Danilo Kapel (g), Martin Bezjak (ga), Peter Khoo (g), Raiven (gb), Klavdija Kopina (b) |
| 2025 | »How Much Time Do We Have Left?« | Klemen Slakonja (gb)                                                                                           |

### Na odru
| Leto | Izvajalci | Ostali | Št. ljudi na odru | Vir               |
| ---- | --- | --- | ----------------- | ----------------- |
| 1993 | Cole Moretti, Tomaž Kosec in Andrej Bedjanič                                                                               | Sandra Zupanc - Sendi, Urška Gestrin in Barbara Šinigoj (backvokali)                                                 | 6                 | [ 2 ] [ 3 ]       |
| 1995 | Darja Švajger | — | 1                 |                   |
| 1996 | Regina | Majda Arh (backvokali), backvokalistka, bobnar, klaviaturist in flavtistka                                           | 6                 |                   |
| 1997 | Tanja Ribič | Hanna Toša Slak (čelo), Mateja Starič (kitara, backvokali), Rok Ferengja, Blaž Črnivec, Irena Vrčkovnik (backvokali) | 6                 |                   |
| 1998 | Vili Resnik | Urša Vlašič (klavir), Karmen Stavec (backvokali), Sendi (backvokali) in 2 kitarista                                  | 6                 | [ 4 ] [ 5 ] [ 6 ] |
| 1999 | Darja Švajger | — | 1                 |                   |
| 2001 | Nuša Derenda | Urša Vlašič, Lucienne Lončina (klavir) in 2 plesalca                                                                 | 5                 |                   |
| 2002 | Marlena (Tomaž Mihelič), Emperatrizz (Damjan Levec) in Daphne (Srečko Blas)                                                | Mate Brodar, Jadranka Juras in Anže Langus (backvokali)                                                              | 6                 | [ 7 ]             |
| 2003 | Karmen Stavec | 2 backvokalistki in 2 backvokalista                                                                                  | 5                 |                   |
| 2004 | Simon Gomilšek in Diana Lečnik                                                                                             | Peter Januš, Danilo, Sergeja in Marijana (backvokali)                                                                | 6                 |                   |
| 2005 | Omar Naber | Teja Saksida (backvokali)                                                                                            | 2                 | [ 8 ]             |
| 2006 | Anžej Dežan | Katja Koren, Katarina Turinski, Maja Slatinšek (backvokali), Jana Žnidar in Katja Lekan (plesalki)                   | 3                 | [ 9 ] [ 10 ]      |
| 2007 | Alenka Gotar | Rudi Bučar, Andrej Babić, Polona Furlan, Martina Majerle in Amira Hidić (backvokali)                                 | 6                 | [ 11 ]            |
| 2008 | Rebeka Dremelj | Sandra Feketija, Jelena Majič, Marina Durović (backvokali), Matej Bedič in Željko Božič (plesalca)                   | 6                 | [ 12 ]            |
| 2009 | Žiga Cerar, Matjaž Bogataj, Luka Dukarić, Samo Dervišić (Quartissimo), Martina Majerle                                     | Sandra Feketija (backvokali)                                                                                         | 5                 | [ 13 ] [ 14 ]     |
| 2010 | Barbara Ogrinc, Rok Žlindra, Nejc Drobnič, Rok Modic (Ansambel Roka Žlindre), Jože Jež - Pepi in Matjaž Švagelj (Kalamari) | — | 6                 | [ 15 ]            |
| 2011 | Maja Keuc | Katja Koren, Sandra Feketija, Ana Bezjak in Martina Majerle (backvokali)                                             | 5                 | [ 16 ]            |
| 2012 | Eva Boto | Mateja Majerle, Martina Majerle, Sandra Feketija, Ana Bezjak in Katja Koren (backvokali)                             | 6                 | [ 17 ]            |
| 2013 | Hannah Mancini | Anže Škrube, Matic Zadravec, Primož Pavlič (plesalci iz Maestra), Linda Andrews in Susanne Ørum (backvokali)         | 6                 | [ 18 ]            |
| 2014 | Tinkara Kovač | Lea Sirk, Nika Zorjan, Manca Špik in Raay (backvokali)                                                               | 5                 | [ 19 ]            |
| 2015 | Raay in Marjetka Vovk | Nika Zorjan, Manca Špik, Karin Zemljič (backvokali) in Lara Balodis Slekovec (plesalka "violinistka")                | 6                 | [ 20 ]            |
| 2016 | Manuella Brečko | Lea Sirk, Karin Zemljič, Mitja Bobič, Marjan Hvala (backvokali) in Jannik Baltzer Hattel (akrobat)                   | 6                 | [ 21 ]            |
| 2017 | Omar Naber | — | 1                 | [ 22 ]            |
| 2018 | Lea Sirk | Karin Putrih, Tajda Kožamelj, Veronika Škrlj in Anja Möderndorfer (plesalke), Karin Zemljič (backvokali)             | 6                 | [ 23 ]            |
| 2019 | Zala Kralj in Gašper Šantl                                                                                                 | — | 2                 |                   |
| 2021 | Ana Soklič | Karin Zemljič (backvokali)                                                                                           | 2                 | [ 24 ]            |
| 2022 | Filip Vidušin, Gašper Hlupič, Mark Semeja, Zala Velenšek in Žiga Žvižej                                                    | — | 5                 |                   |
| 2023 | Bojan Cvjetićanin, Kris Guštin, Jan Peteh, Jure Maček in Nace Jordan                                                       | — | 5                 |                   |
| 2024 | Raiven | Lukas Bareman, Marin Ino, Filippo Jorio, Matteo Moretto in Mateja Železnik (plesalci)                                | 6                 | [ 25 ]            |
| 2025 | Klemen Slakonja | Miha Furlan in Matic Zadravec (plesalca), Mojca Fatur                                                                | 4                 |                   |

### Slovenski predstavniki Jugoslavije
Med letoma 1961 in 1991 je Slovenija tekmovala kot del Jugoslavije. Državo so na tekmovanju zastopali 4 slovenski izvajalci:
| Leto | Izvajalec     | Pesem                     | Jezik       | Avtorska ekipa                                                              | Finale | Točke |
| ---- | ------------- | ------------------------- | ----------- | --------------------------------------------------------------------------- | ------ | ----- |
| 1966 | Berta Ambrož  | »Brez besed«              | slovenščina | Mojmir Sepe (glasba, aranžma), Elza Budau (besedilo)                        | 7.     | 9     |
| 1967 | Lado Leskovar | »Vse rože sveta«          | slovenščina | Urban Koder (glasba), Milan Lindič (besedilo), Mario Rijavec (aranžma)      | 8.     | 7     |
| 1970 | Eva Sršen     | »Pridi, dala ti bom cvet« | slovenščina | Mojmir Sepe (glasba, aranžma), Dušan Velkavrh (besedilo)                    | 11.    | 4     |
| 1975 | Pepel in kri  | »Dan ljubezni«            | slovenščina | Tadej Hrušovar (glasba), Dušan Velkavrh (besedilo), Mario Rijavec (aranžma) | 13.    | 22    |

Kot predstavnici TV Ljubljana sta se Evrosonga udeležili tudi prvi dve jugoslovanski predstavnici, srbski pevki Ljiljana Petrović in Lola Novaković, saj je njuni pesmi napisal Jože Privšek:
| Leto | Izvajalec         | Pesem                     | Jezik    | Avtorska ekipa                                              | Finale | Točke |
| ---- | ----------------- | ------------------------- | -------- | ----------------------------------------------------------- | ------ | ----- |
| 1961 | Ljiljana Petrović | »Neke davne zvezde«       | srbščina | Jože Privšek (glasba, aranžma), Miroslav Antić (besedilo)   | 8.     | 9     |
| 1962 | Lola Novaković    | »Ne pali svetla u sumrak« | srbščina | Jože Privšek (glasba, aranžma), Dragutin Britvić (besedilo) | 4.     | 10    |

### Slovenci, ki so zastopali druge države
Legenda
     1. mesto
     2. mesto
     3. mesto
     Zadnje mesto
| Leto | Država  | Izvajalec                   | Pesem                | Jezik         | Avtorska ekipa | Finale             | Točke |
| ---- | ------- | --------------------------- | -------------------- | ------------- | -------------- | ------------------ | ----- |
| 1964 | Belgija | Robert Cogoi                | »Près de ma rivière« | francoščina   |                | 10.                | 2     |
| 1990 | Italija | Toto Cutugno / Pepel in kri | »Insieme 1992«       | italijanščina |                | 1.                 | 149   |
| 2020 | Nemčija | Benjamin Dolić / Ben Dolic  | »Violent Thing«      | angleščina    |                | festival odpovedan |       |

## Zgodovina glasovanja

### Točke, ki jih je Slovenija podelila
1993–2003 in 2004–2017 – finalni večeri
| #   | Država               | Točke |
| --- | -------------------- | ----- |
| 1.  | Hrvaška              | 125   |
| 2.  | Švedska              | 101   |
| 3.  | Bosna in Hercegovina | 100   |
| 4.  | Srbija               | 77    |
| 5.  | Rusija               | 71    |
| 6.  | Danska               | 67    |
| 7.  | Norveška             | 65    |
| 8.  | Združeno kraljestvo  | 48    |
| 9.  | Italija              | 47    |
| 10. | Ukrajina             | 41    |

1993–2003
| #   | Država               | Točke |
| --- | -------------------- | ----- |
| 1.  | Hrvaška              | 64    |
| 2.  | Švedska              | 40    |
| 3.  | Estonija             | 39    |
| 4.  | Norveška             | 35    |
| 5.  | Irska                | 33    |
| 5.  | Združeno kraljestvo  | 33    |
| 7.  | Rusija               | 24    |
| 8.  | Francija             | 23    |
| 9.  | Danska               | 21    |
| 10. | Bosna in Hercegovina | 19    |
| 10. | Nizozemska           | 19    |

2004–2017
| Finalni večeri | Finalni večeri       | Finalni večeri | Polfinalni večeri | Polfinalni večeri    | Polfinalni večeri |
| #              | Država               | Točke          | #                 | Država               | Točke             |
| -------------- | -------------------- | -------------- | ----------------- | -------------------- | ----------------- |
| 1.             | Bosna in Hercegovina | 81             | 1.                | Makedonija           | 68                |
| 2.             | Srbija               | 77             | 2.                | Hrvaška              | 59                |
| 3.             | Švedska              | 61             | 3.                | Srbija               | 53                |
| 3.             | Hrvaška              | 61             | 4.                | Bosna in Hercegovina | 51                |
| 5.             | Rusija               | 47             | 5.                | Švedska              | 46                |
| 6.             | Danska               | 46             | 6.                | Ukrajina             | 45                |
| 7.             | Ukrajina             | 41             | 7.                | Belgija              | 42                |
| 8.             | Italija              | 37             | 8.                | Danska               | 33                |
| 9.             | Bolgarija            | 34             | 9.                | Črna gora            | 31                |
| 9.             | Makedonija           | 34             | 9.                | Latvija              | 31                |

2023
| Finalni večer | Finalni večer | Finalni večer | Polfinalna večera | Polfinalna večera | Polfinalna večera |
| #             | Država        | Točke         | #                 | Država            | Točke             |
| ------------- | ------------- | ------------- | ----------------- | ----------------- | ----------------- |
| 1.            | Italija       | 20            | 1.                |                   |                   |
| 2.            | Hrvaška       | 12            | 2.                |                   |                   |
| 3.            | Finska        | 10            | 3.                |                   |                   |
| 3.            | Estonija      | 10            | 3.                |                   |                   |
| 4.            | Litva         | 8             | 4.                |                   |                   |
| 5.            | Švedska       | 7             | 5.                |                   |                   |
| 5.            | Albanija      | 7             | 5.                |                   |                   |
| 6.            | Češka         | 6             | 6.                |                   |                   |
| 6.            | Srbija        | 6             | 6.                |                   |                   |

Povprečno število točk 1993–2003 in 2004–2017 – polfinalni in finalni večeri 
| #   | Država               | Povprečno št. točk |
| --- | -------------------- | ------------------ |
| 1.  | Srbija in Črna gora  | 11,3               |
| 2.  | Srbija               | 10,1               |
| 3.  | Avstralija           | 8,8                |
| 4.  | Hrvaška              | 8                  |
| 5.  | Makedonija           | 7,1                |
| 6.  | Bosna in Hercegovina | 6,864              |
| 7.  | Črna gora            | 6,857              |
| 8.  | Švedska              | 5,25               |
| 9.  | Italija              | 5,22               |
| 10. | Bolgarija            | 5,20               |

#### 12 točk
Slovenija je svojih 12 točk podelila (s krepkim tiskom so označena leta, ko je 12 točk šlo končnemu zmagovalcu):
| Leto | Finale                                                | Polfinale                                             |
| ---- | ----------------------------------------------------- | ----------------------------------------------------- |
| 1993 | Niamh Kavanagh − »In Your Eyes«                       |                                                       |
| 1995 | Magazin & Lidija − »Nostalgija«                       |                                                       |
| 1996 | Eimear Quinn − »The Voice«                            |                                                       |
| 1997 | Ala Pugačeva − »Primadonna«                           |                                                       |
| 1998 | Danijela − »Neka mi ne svane«                         |                                                       |
| 1999 | Doris − »Marija Magdalena«                            |                                                       |
| 2001 | Tanel Padar & Dave Benton − »Everybody«               |                                                       |
| 2002 | Vesna Pisarović − »Everything I Want«                 |                                                       |
| 2003 | t.A.T.u. − »Nje vjer, nje bojsa«                      |                                                       |
| 2004 | Željko Joksimović & Ad Hoc Orchestra − »Lane moje«    | Željko Joksimović & Ad Hoc Orchestra − »Lane moje«    |
| 2005 | Boris Novković ft. Lado members – »Vukovi umiru sami« | Boris Novković ft. Lado members – »Vukovi umiru sami« |
| 2006 | Hari Mata Hari – »Lejla«                              | Hari Mata Hari – »Lejla«                              |
| 2007 | Marija Šerifović – »Molitva«                          | Marija Šerifović – »Molitva«                          |
| 2008 | Jelena Tomašević ft. Bora Dugić – »Oro«               | Laka – »Pokušaj«                                      |
| 2009 | Alexander Rybak – »Fairytale«                         | Marko Kon & Milaan – »Cipela«                         |
| 2010 | Chanée & N'Evergreen – »In a Moment Like This«        | Feminnem – »Lako je sve«                              |
| 2011 | Dino Merlin – »Love in rewind«                        | Dino Merlin – »Love in rewind«                        |
| 2012 | Željko Joksimović – »Nije ljubav stvar«               | Željko Joksimović – »Nije ljubav stvar«               |
| 2013 | Emmelie de Forest – »Only Teardrops«                  | Zlata Ognevič – »Gravity«                             |
| 2014 | Conchita Wurst – »Rise Like a Phoenix«                | Tijana – »To the Sky«                                 |
| 2015 | Måns Zelmerlöw – »Heroes«                             | Måns Zelmerlöw – »Heroes«                             |
| 2016 | Džamala – »1944« (žirija)                             | Laura Tesoro – »What's the Pressure« (žirija)         |
| 2016 | Sanja Vučić ZAA – »Goodbye (Shelter)« (televoting)    | Sanja Vučić ZAA – »Goodbye (Shelter)« (televoting)    |
| 2017 | Salvador Sobral − »Amar pelos dois« (žirija)          | Isaiah − »Don't Come Easy« (žirija)                   |
| 2017 | Jacques Houdek − »My Friend« (televoting)             | Salvador Sobral − »Amar pelos dois« (televoting)      |
| 2018 | Benjamin Ingrosso − »Dance You Off« (žirija)          | Benjamin Ingrosso − »Dance You Off« (žirija)          |
| 2018 | Sanja Ilić & Balkanika − »Nova deca« (televoting)     | Sanja Ilić & Balkanika − »Nova deca« (televoting)     |
| 2019 | Lake Malawi − »Friend of a Friend« (žirija)           | Lake Malawi − »Friend of a Friend« (žirija)           |
| 2019 | Tamara Todevska − »Proud« (televoting)                | Nevena Božović − »Kruna« (televoting)                 |
| 2021 | Måneskin – »Zitti e buoni« (žirija)                   | Elena Tsagrinou – »El diablo« (žirija)                |
| 2021 | Hurricane – »Loco Loco« (televoting)                  | Albina – »Tick-Tock« (televoting)                     |
| 2022 | Mahmood & Blanco − »Brividi« (žirija)                 | Monika Liu − »Sentimentai« (žirija)                   |
| 2022 | Konstrakta − »In corpore sano« (televoting)           | Mia Dimšić − »Guilty Pleasure« (televoting)           |
| 2023 | Marco Mengoni − »Due vite« (žirija)                   | Albina & Familja Kelmendi − »Duje«                    |
| 2023 | Let 3 – »Mama ŠČ!« (televoting)                       | Albina & Familja Kelmendi − »Duje«                    |
| 2024 | Slimane – »Mon amour« (žirija)                        | Baby Lasagna – »Rim Tim Tagi Dim«                     |
| 2024 | Baby Lasagna – »Rim Tim Tagi Dim« (televoting)        | Baby Lasagna – »Rim Tim Tagi Dim«                     |
| 2025 | Lucio Corsi – »Volevo essere un duro« (žirija)        | Marko Bošnjak – »Poison Cake«                         |
| 2025 | Lucio Corsi – »Volevo essere un duro« (televoting)    | Marko Bošnjak – »Poison Cake«                         |

### Točke, ki jih je Slovenija prejela
1993−2003
| #   | Država               | Točke |
| --- | -------------------- | ----- |
| 1.  | Hrvaška              | 45    |
| 2.  | Bosna in Hercegovina | 42    |
| 3.  | Irska                | 22    |
| 4.  | Rusija               | 21    |
| 5.  | Švedska              | 17    |
| 6.  | Združeno kraljestvo  | 16    |
| 7.  | Grčija               | 15    |
| 8.  | Francija             | 14    |
| 8.  | Litva                | 14    |
| 10. | Turčija              | 13    |

2004–2017 – polfinalni večeri
| #   | Država               | Točke |
| --- | -------------------- | ----- |
| 1.  | Hrvaška              | 54    |
| 2.  | Bosna in Hercegovina | 49    |
| 3.  | Črna gora            | 42    |
| 4.  | Makedonija           | 40    |
| 5.  | Srbija               | 32    |
| 6.  | Izrael               | 28    |
| 7.  | Poljska              | 25    |
| 8.  | Albanija             | 24    |
| 9.  | Romunija             | 21    |
| 10. | Avstrija             | 20    |
| 10. | Latvija              | 20    |

2004–2017 – finalni večeri
| #   | Država               | Točke |
| --- | -------------------- | ----- |
| 1.  | Makedonija           | 25    |
| 2.  | Črna gora            | 20    |
| 2.  | Srbija               | 20    |
| 4.  | Bosna in Hercegovina | 19    |
| 4.  | Hrvaška              | 19    |
| 6.  | Latvija              | 10    |
| 7.  | Izrael               | 9     |
| 8.  | Malta                | 8     |
| 8.  | Rusija               | 8     |
| 10. | Danska               | 7     |

1993–2003 in 2004–2017 – polfinalni večeri
| #   | Država               | Točke |
| --- | -------------------- | ----- |
| 1.  | Hrvaška              | 99    |
| 2.  | Bosna in Hercegovina | 91    |
| 3.  | Črna gora            | 42    |
| 3.  | Makedonija           | 42    |
| 5.  | Poljska              | 37    |
| 5.  | Irska                | 37    |
| 7.  | Rusija               | 34    |
| 8.  | Srbija               | 32    |
| 8.  | Izrael               | 32    |
| 10. | Romunija             | 26    |

1993–2003 in 2004–2017 – finalni večeri
| #   | Država               | Točke |
| --- | -------------------- | ----- |
| 1.  | Hrvaška              | 64    |
| 2.  | Bosna in Hercegovina | 61    |
| 3.  | Rusija               | 29    |
| 4.  | Makedonija           | 27    |
| 5.  | Irska                | 24    |
| 6.  | Srbija               | 20    |
| 6.  | Črna gora            | 20    |
| 8.  | Litva                | 19    |
| 9.  | Švedska              | 18    |
| 10. | Poljska              | 17    |

Povprečno število točk 1993–2003 in 2004–2017 – polfinalni in finalni večeri
| #   | Država               | Povprečno št. točk |
| --- | -------------------- | ------------------ |
| 1.  | Črna gora            | 7,8                |
| 2.  | Srbija               | 6,50               |
| 3.  | Bosna in Hercegovina | 6,47               |
| 4.  | Hrvaška              | 6,2                |
| 5.  | Makedonija           | 4,8                |
| 6.  | Srbija in Črna gora  | 4,7                |
| 7.  | Rusija               | 2,8                |
| 8.  | Monako               | 2,33               |
| 9.  | Madžarska            | 2,30               |
| 10. | Avstralija           | 2,25               |

#### 12 točk
Slovenija je 12 točk prejela:
- 1999:  Hrvaška,  Irska
- 2011:  Hrvaška,  Bosna in Hercegovina (finale) /  Bosna in Hercegovina (polfinale)
- 2015:  Azerbajdžan,  Črna gora (polfinale)
- 2019:  Češka (polfinale – strokovna žirija)
- 2023:
  - finale:  Srbija (žirija) /  Hrvaška (televoting)
  - polfinale:  Poljska,  Romunija,  Španija

## Gledanost Pesmi Evrovizije v Sloveniji
Do 2007
| Leto | Polfinale     | Polfinale | Polfinale | Finale        | Finale    | Finale | Med slovenskim nastopom v finalu (polfinalu v primeru neuvrstitve v finale) | Med slovenskim nastopom v finalu (polfinalu v primeru neuvrstitve v finale) | Med slovenskim nastopom v finalu (polfinalu v primeru neuvrstitve v finale) | Vir           |
| Leto | Št. gledalcev | Gledanost | Delež     | Št. gledalcev | Gledanost | Delež  | Št. gledalcev                                                               | Gledanost                                                                   | Delež                                                                       | Vir           |
| ---- | ------------- | --------- | --------- | ------------- | --------- | ------ | --------------------------------------------------------------------------- | --------------------------------------------------------------------------- | --------------------------------------------------------------------------- | ------------- |
| 2004 | 284.000       | 16 %      | 46 %      | 269.600       | 15,2 %    | 50 %   |                                                                             |                                                                             |                                                                             | [ 26 ]        |
| 2005 | 293.500       | 16,3 %    | 46 %      | 265.500       | 14,8 %    | 56 %   |                                                                             |                                                                             |                                                                             | [ 27 ]        |
| 2006 | 287.500       | 15,9 %    | 47 %      | 277.500       | 15,4 %    | 50 %   |                                                                             |                                                                             |                                                                             | [ 28 ] [ 27 ] |
| 2007 |               |           |           | 448.100       | 24,8 %    | 65 %   | 584.300                                                                     |                                                                             | 74 %                                                                        | [ 29 ]        |

2008−2025
     Polfinale, v katerem je nastopila Slovenija
| Leto | 1. polfinale  | 1. polfinale | 1. polfinale | 2. polfinale  | 2. polfinale | 2. polfinale | Finale        | Finale    | Finale | Med slovenskim nastopom v finalu (polfinalu v primeru neuvrstitve v finale) | Med slovenskim nastopom v finalu (polfinalu v primeru neuvrstitve v finale) | Med slovenskim nastopom v finalu (polfinalu v primeru neuvrstitve v finale) | Vir           |
| Leto | Št. gledalcev | Gledanost    | Delež        | Št. gledalcev | Gledanost    | Delež        | Št. gledalcev | Gledanost | Delež  | Št. gledalcev                                                               | Gledanost                                                                   | Delež                                                                       | Vir           |
| ---- | ------------- | ------------ | ------------ | ------------- | ------------ | ------------ | ------------- | --------- | ------ | --------------------------------------------------------------------------- | --------------------------------------------------------------------------- | --------------------------------------------------------------------------- | ------------- |
| 2008 | 377.900       | 20,8 %       | 51 %         | 165.300       | 9,1 %        | 26 %         | 290.000       | 16 %      | 54 %   |                                                                             |                                                                             |                                                                             | [ 30 ] [ 31 ] |
| 2009 |               |              |              | 206.000       | 11,3 %       | 31 %         | 245.800       | 13,5 %    | 45 %   |                                                                             |                                                                             |                                                                             | [ 32 ] [ 33 ] |
| 2010 |               |              |              | 296.000       | 16 %         | 43 %         | 232.100       | 12,6 %    | 41 %   |                                                                             |                                                                             |                                                                             | [ 34 ]        |
| 2011 |               |              |              | 331.200       | 18 %         | 46 %         | 452.000       | 24,6 %    | 66 %   | 560.600                                                                     | 30,5 %                                                                      | 72 %                                                                        | [ 35 ] [ 36 ] |
| 2012 | 160.300       | 8,2 %        | 23 %         | 264.300       | 13,5 %       | 36 %         | 254.600       | 13 %      | 44 %   | 317.200                                                                     | 16,2 %                                                                      | 40 %                                                                        | [ 37 ] [ 38 ] |
| 2013 | 204.600       | 10,5 %       |              | 108.200       | 5,5 %        |              | 161.800       | 8,3 %     |        |                                                                             |                                                                             |                                                                             | [ 36 ]        |
| 2014 | 104.200       | 5,3 %        | 15 %         | 235.100       | 12,1 %       | 32 %         | 324.000       | 16,6 %    | 47 %   | 460.900                                                                     | 23,6 %                                                                      | 57 %                                                                        | [ 39 ]        |
| 2015 | 132.400       | 6,8 %        | 19 %         | 289.000       | 14,8 %       | 36 %         | 440.500       | 22,5 %    | 61 %   | 582.900                                                                     | 29,8 %                                                                      | 64 %                                                                        | [ 40 ]        |
| 2016 | 108.100       | 5,5 %        | 14 %         | 188.300       | 9,6 %        | 23 %         | 207.000       | 10,6 %    | 34 %   | 302.100                                                                     | 15,4 %                                                                      |                                                                             | [ 41 ]        |
| 2017 | 154.800       | 8,2 %        | 23 %         | 67.900        | 3,6 %        | 10 %         | 166.600       | 8,8 %     | 31 %   | 206.000                                                                     | 10,9 %                                                                      |                                                                             | [ 42 ]        |
| 2018 | 81.400        | 4,3 %        | 13 %         | 141.300       | 7,5 %        | 21 %         | 233.800       | 12,4 %    | 41 %   | 358.400                                                                     | 19 %                                                                        |                                                                             | [ 43 ]        |
| 2019 | 201.700       | 10,7 %       | 27 %         | 131.300       | 6 %          | 15 %         | 276.400       | 14,7 %    | 47 %   | 490.400                                                                     | 26,1 %                                                                      |                                                                             | [ 44 ]        |
| 2021 |               |              |              |               |              |              | 157.100       |           |        | 226.000                                                                     |                                                                             |                                                                             | [ 45 ]        |
| 2022 | 142.200       | 7,4 %        | 22 %         | 55.800        | 2,9 %        | 10 %         | 111.500       | 5,8 %     | 25 %   | 215.000                                                                     |                                                                             |                                                                             | [ 45 ]        |
| 2023 |               |              |              | 235.100       | 12,3 %       | 32 %         | 345.000       | 18 %      | 55 %   | 443.500                                                                     | 23,2 %                                                                      |                                                                             | [ 46 ]        |
| 2024 | 161.100       | 8,4 %        | 24 %         | 97.600        | 5,1 %        | 16 %         | 271.200       | 14,2 %    | 47 %   | 386.000                                                                     | 20,2 %                                                                      |                                                                             | [ 25 ]        |
| 2025 | 144.700       | 7,5 %        |              | 49.700        | 2,6 %        |              | 150.400       | 7,8 %     | 34 %   | 260.100                                                                     | 13,5 %                                                                      |                                                                             | [ 47 ]        |

1. ↑  Pravzaprav gre za vrhunec gledanosti, ki je praviloma zabeležena med slovenskim nastopom (v finalu oz. polfinalu, kadar se Slovenija v finale ne uvrsti).
2. ↑  Odstotek gledalcev glede na celotno populacijo.
3. ↑  Odstotek gledalcev glede na število gledalcev pred televizijskimi zasloni, upoštevajoč vse TV-kanale, v tistem časovnem terminu.
4. ↑  Najbolj gledana oddaja na Prvem programu TV Slovenija v l. 2015.
5. ↑  Najbolj gledana oddaja na Prvem programu Televizije Slovenija v l. 2023 dotlej.

## Člani strokovnih žirij
| Leto | Žiranti                                                                                                 | Vir    |
| ---- | --- | ------ |
| 2009 | Anžej Dežan, Nuša Derenda, Matjaž Vlašič, Aida Kurtović in Dušan Hren                                   |        |
| 2010 | Urša Vlašič, Miroslav Akrapović, Sandra Feketija, Matjaž Bogataj in Dušan Hren                          |        |
| 2011 | Mojca Menart, Lovro Ravbar, Nuša Derenda, Eva Černe in Miha Vardjan                                     |        |
| 2012 | Slavko Ivančić, Omar Naber, Raay, Lea Sirk in Urša Vlašič                                               |        |
| 2013 | Dušan Hren, Urša Vlašič, Darja Švajger, Raay in Katja Koren                                             |        |
| 2014 | Helena Blagne, Anže Langus Petrović, Robert Pikl, Izak Košir in Alya                                    | [ 48 ] |
| 2015 | Tinkara Kovač, Andrej Šifrer, Sandra Feketija, Miha Gorše in Alex Volasko (rezervni žirant: Dušan Hren) | [ 49 ] |
| 2016 | Marjetka Vovk (predsednica), Tadej Košir, Klemen Mramor - Clemens, Urša Vlašič in Eva Hren              | [ 50 ] |
| 2017 | Darja Švajger, Nika Zorjan, Aleksander Lavrini, Gaber Radojevič in Jernej Dirnbek                       | [ 51 ] |
| 2018 | Raiven (predsednica), Martin Štibernik - Mistermarsh, Nikola Sekulović, Mitja Bobič, Alenka Godec       | [ 52 ] |
| 2019 | Žiga Klančar (predsednik), Urša Mihevc, Ula Ložar, Mate Bro, Urša Vlašič                                | [ 53 ] |
| 2021 | Amaya, Bojan Cvjetićanin, Boštjan Grabnar, Nuša Derenda, Raay                                           | [ 54 ] |
| 2022 | Alenka Godec (predsednica), Lucija Harum, Gaber Radojevič, Arne Međedović, Tilen Artač                  | [ 55 ] |
| 2023 | Ditka, Lara Baruca, Matjaž Vlašič, Hugo Smeh – Hyu, Jernej Sobočan                                      | [ 56 ] |
| 2024 | Filip Vidušin, Martin Štibernik, Matevž Česen, Lea Sirk (predsednica), Maja Keuc                        |        |
| 2025 | Gregor Strasbergar, Ana Soklič, Eva Boto, Jon Vitezič, Urban Koritnik                                   |        |

## Komentatorji
| Leto      | Komentatorji                                 |
| --------- | -------------------------------------------- |
| 1961–1984 | Tomaž Terček                                 |
| 1986–1987 | Miša Molk                                    |
| 1988      | Slobodan Kaloper                             |
| 1991–1992 | Miša Molk                                    |
| 1993–1994 | Tajda Lekše                                  |
| 1995      | Damjana Golavšek                             |
| 1996–2000 | Miša Molk                                    |
| 2001–2004 | Andrea F                                     |
| 2005–2007 | Mojca Mavec                                  |
| 2008–2018 | Andrej Hofer                                 |
| 2019      | Andrej Hofer, Lea Sirk (slednja le v finalu) |
| 2021      | Mojca Mavec                                  |
| 2022–2023 | Andrej Hofer                                 |
| 2024      | Mojca Mavec                                  |

## Podeljevalci točk
| Leto       | Podeljevalci    |
| ---------- | --------------- |
| 1993, 1995 | Miša Molk       |
| 1996       | Mario Galunič   |
| 1997–1998  | Mojca Mavec     |
| 1999       | Mira Berginc    |
| 2001       | Mojca Mavec     |
| 2002       | Nuša Derenda    |
| 2003–2004  | Peter Poles     |
| 2005       | Katarina Čas    |
| 2006–2009  | Peter Poles     |
| 2010       | Andrea F        |
| 2011       | Klemen Slakonja |
| 2012       | Lorella Flego   |
| 2013       | Andrea F        |
| 2014       | Ula Furlan      |
| 2015       | Tinkara Kovač   |
| 2016       | Marjetka Vovk   |
| 2017       | Katarina Čas    |
| 2018       | Maja Keuc       |
| 2019       | Lea Sirk        |
| 2021–2022  | Lorella Flego   |
| 2023       | Melani Mekicar  |
| 2024       | Lorella Flego   |

## Vodje slovenske delegacije
| Leto      | Vodja            |
| --------- | ---------------- |
| 2005–2008 | Aleksander Radić |
| 2009      | Petar Radović    |
| 2010–2022 | Aleksander Radić |
| 2023      | Maša Kljun       |
| 2024      | Aleksander Radić |